# ヒルトン大阪
ヒルトン大阪（ヒルトンおおさか、英: Hilton Osaka）は、大阪市北区梅田1丁目にあるホテル。運営はヒルトングループの大阪ヒルトン株式会社（旧：大阪ヒルトンホテル株式会社）である。

## 概要
1986年9月、西梅田に竣工した地上34階建ての大阪吉本ビルディングにおいて開業した。大阪駅前に位置し、ブランドブティック「ヒルトンプラザ大阪」と共に複合型施設エリアを形成している。
館内には、エグゼクティブ&デラックスフロアを含む562室、5つのレストラン&バー、大小20の宴会場、室内プール、ジム、サウナ、屋外テニスコート、ビジネスセンターなどを備えている。
大阪吉本ビルディングは、梅田一帯の大地主であった吉本五郎右衛門が所有する不動産で、ヒルトンプラザ大阪（第二吉本ビルディング）と併せて「吉本グループ」を形成。至近距離にある大阪マルビルは、分家の末裔である吉本晴彦がかつて保有していた不動産である。吉本興業とは関係ない。
2018年に、2014年から行われていた大規模リニューアル（客室、エクゼクティブラウンジ、ロビー、レストランゾーン）が完了した。

## レストラン&バー
- #DINEAROUND(2F)
  - 川梅（かわうめ、懐石・鮨）
  - 傳火（てんか、鉄板焼）
  - CENTRUM （セントラム、グリル＆ワイン）
  - Folk Kitchen（フォルク キッチン、オールデイダイニング）
- MY PLACE（マイプレイス、カフェ＆バー,1F）

## アクセス
- 鉄道
  - 西梅田駅より徒歩1分
  - 大阪梅田駅 (阪神)より徒歩1分
  - 北新地駅より徒歩2分
  - 大阪駅より徒歩4分
  - 梅田駅 (Osaka Metro)より徒歩4分
- バス
  - 関西国際空港発着のリムジンバスが運行。